# 깡스타일리스트
깡스타일리스트는 대한민국의 패션 전문 유튜버이다.